# Kerch
Kerch (tiếng Ukraina: Керч, tiếng Nga: Керчь, tiếng Tatar Krym: Keriç, tiếng Đông Slav cổ: Кърчевъ, tiếng Hy Lạp cổ: Παντικάπαιον Pantikapaion, tiếng Thổ Nhĩ Kỳ: Kerç) là một thành phố ở bán đảo Kerch phía đông Krym nhìn ra Eo biển Kerch tức là thủy lộ giữa Biển Azov và Biển Đen.
Thành phố Kerch thuộc Cộng hòa Tự trị Krym. Đây là một trung tâm công nghiệp, vận tải và du lịch của Krym. Các phát hiện khảo cổ ở làng Mayak cho thấy khu vực đã có dân định cư vào thế kỷ 17-15 trước Công nguyên. Dân số theo điều tra năm 2001 là 157.007 người.
Năm 2014 Nga đưa quân sáp nhập bán đảo Krym. Hiện nay, Kerch năm dưới quyền kiểm soát của Nga.